# ديفيد ويت
ديفيد ويت (بالإنجليزية: David Witt)‏ مواليد 2 يونيو 1973 في كارولاينا الشمالية، الولايات المتحدة، هو لاعب كرة مضرب أمريكي سابق بدأ مسيرته كمحترف سنة 1991 وكان يلعب باليد اليمنى. أعلى تصنيف له في الفردي كان المركز الـ 128 في سنة 1993. أعلى تصنيف له في الزوجي كان المركز الـ 157 في سنة 1994.

## روابط خارجية
- ديفيد ويت على موقع رابطة محترفي التنس (الإنجليزية)
- ديفيد ويت على موقع الاتحاد الدولي لكرة المضرب (الإنجليزية)
- ديفيد ويت على موقع خلاصة التنس.كوم (الإنجليزية)